# Črni Grad
Črni Grad (nemško Neudenstein) je naselje v Občini Velikovec v Okraju Velikovec na Koroškem v Avstriji.